# Iuliu Prodan
Iuliu Prodan (n. 29 octombrie 1875, Chiochiș, Bistrița-Năsăud, România – d. 27 februarie 1959, Cluj, România) a fost un botanist român.

## Biografie
A urmat liceul din Gherla, apoi cel din Năsăud.
La îndemnul lui Artemiu Publiu Alexi, Pompei Grigorița, dar mai ales al faimosului botanist Florian Porcius,Iuliu Prodan studiază științele naturale la Universitatea din Cluj, pe care o absolvă în 1900.
Funcționează ca profesor secundar la liceele din Gherla, Năsăud, Eger și Sombor, apoi, din 3 octombrie 1919 ca profesor la catedra de botanică descriptivă și fitopatologie la Academia de Înalte Studii Agronomice din Cluj (ulterior Institutul Agronomic „Dr. Petru Groza”).
Din 1938 a fost numit titular al disciplinei de sistematică, anatomie și fiziologie vegetală.
A fost membru de onoare al Academiei de Științe din România începând cu 21 decembrie 1935 și membru corespondent al Academiei Române din 2 iunie 1955.

## Activitatea profesională
Majoritatea lucrărilor sale sunt de floristică, studii de vegetație și ecologie vegetală.
Este primul autor al unui "determinator" clasic pentru plantele cu flori (fanerogame) și ferigi (criptogame vasculare).
Monografiile sale despre genurile Centaurea, Rosa, Achillea, Iris sunt printre cele mai importante de acest hen din literaturii botanică românească. Începînd cu 1949, pînă la sfîrșitul vieții, a lucrat în calitate de colaborator la "Flora Republici Populare Române", prelucrând genul Rumex din familia Polygonaceae, genul Chenopodium din familia Chenopodiaceae (vol- I), mai multe genuri din fam. Caryophyllaceae și familia Euphorbiaceae (voI. II), speciile cultivate ale genului Rosa din fam. Rosaceae (voI. IV).
Prodan a fost printre primii botaniști români care, în lucrările sale despre flora și vegetația României, s-a străduit să descrie condițiile ecologice specifice plantelor și zonelor cercetate, pe baza datelor existente în literatură sau a observațiilor sale. Studiile privind Ecologia Plantelor halofile din România, comparate cu cele din Ungaria și șesul Tisei din Regatul S.H.S., constituie prima încercare de acest gen în literatura botanică românească.

## Distincții
- Ordinul Muncii clasa I (31 decembrie 1956) „cu prilejul împlinirii a 90 de ani de la înființarea Societății Academice Romîne, pentru merite deosebite in muncă”[2]

## Opere publicate
- Flora critică a Dobrogei, (1923);
- Ameliorarea locurilor alcaline, (1923).
- Flora pentru determinarea și descrierea plantelor ce cresc în România, 2 vol., Cluj (1923, repub1icat în 1939);
- Flora nisipurilor din România (1925);
- Flora mică ilustrată a României (1928);
- Centaureele României, Cluj (1929);
- Achileele României, (1931);
- Flora Câmpiei Ardelene (1931);
- Die Iris Arten Rumaniens, (1934 - 1935);
- Conspectul florei Dobrogei, (1934-1938);
- Buruienile vătămătoare semănăturilor, fînațelor și pășunilor (1946);
- Dușmanii pomilor roditori, recunoașterea și combaterea lor (1947);
- Specii din genul Centaurea, aflate și studiate în herbarul Universității Cluj (1950)

## Lucrări de referință
- Pop, Emil, Iuliu Prodan (1875 - 1959), (1959);
- Figuri de botaniști români (1967);
- Sălăgeanu, N., Iuliu Prodan (1875 - 1959), (1959);
- Țopa, E., Iuliu Prodan (1875-1959), (1960);
- Ștefureac, Tr. I., Iuliu Prodan și contribuția sa în biologie, (1971);
- Viața și activitatea botanistului Iuliu Prodan, Cluj (1975).